# قصة يومية
Alltagsgeschichte (بالألمانية أي تاريخ الحياة اليومية) وهي شكل من أشكال التاريخ الدقيق الذي كان سائدًا بشكل خاص بين مؤرخي ألمانيا الغربية خلال الثمانينيات. أسسها كل من ألف لودتك وهانس ميديك.يمكن اعتبار القصة اليومية جزءًا من المدرسة التاريخية الماركسية الأوسع "للتاريخ من الأسفل". ولقد تحدت إطار العمل المعروف بـ StrukturGeschichte (التاريخ المنظم أو الهيكلي)، ضمن المجال التاريخي الألماني، ودافعت عن نموذج جديد للتاريخ الاجتماعي.

## خلفية
طورت القصة اليومية( Alltagsgeschichte )من الاضطرابات الاجتماعية والسياسية في الستينيات عندما بدأت الحركات الاجتماعية الجديدة في حشد أصوات سياسية وأكاديمية.الغرض من هذه القصة اليومية (Alltagsgeschichte) هو إيجاد وإثبات الروابط بين التجارب اليومية الأساسية للناس العاديين في المجتمع والتغيرات الاجتماعية والسياسية الواسعة التي تحدث في ذلك المجتمع. تصبح هذه القصة اليومية شكلاً من أشكال التاريخ الدقيق (microhistory) لأن هذا الهدف الواسع النطاق الذي يجب القيام به لا يمكن ممارسته إلا في أكثر المقاييس دقة. مع التحول السياسي في ألمانيا خلال التسعينيات، اعتبر العديد من المؤرخين أن القصة اليومية (Alltagsgeschichte ) هي ضحية للانتقال من التاريخ الاجتماعي إلى التاريخ الثقافي.
من بين مؤيدي وناصري القصة اليومية (Alltagsgeschichte) البارزين بول فين وميشيل روش في فرنسا، وبيتر كار في المملكة المتحدة.يمكن أيضًا ربط القصة اليومية(Alltagsgeschichte)بالمذهب التاريخي الإيطالي لـ Microstoria (التاريخ الدقيق).

## الثقافة الشعبية
يمكن رؤية مثال على دخول القصة اليومية (Alltagsgeschichte) إلى الثقافة الشعبية في أوروبا من خلال السلسلة الوثائقية النمساوية التي تحمل الاسم نفسه والتي أنتجت من قبل إليزابيث ت.سبيرا بين عامي 1985 و 2006 حيث أرّخت هذه السلسلة الحياة اليومية وقصص الشعب النمساوي في أكثر من 60 حلقة.

## المنشورات
- تاريخ الحياة اليومية للمؤرخ الألماني ألف لودتك
- Alltagsgeschichte-ein Bericht von unterwegs ، بقلم ألف لودتك، في الأنثروبولوجيا التاريخية رقم 11 (2003) ، في الصفحات من 278 إلى 295.
- تاريخ الحياة الخاصة: من باغان روما إلى بيزنطة ، بول فين، محرر (طبعات دو سيويل، 1985)
- بورتافو: بلدة أيرلندية وشعوبها، الجزأين الأول والثاني، بقلم بيتر كار (وايت رو، 2003 و 2005)
- تاريخ الحياة اليومية: الفصل الثاني "، بقلم بول ستيج، أندرو بيرجرسون، مورين هيلي وباميلا إي. سويت، في مجلة التاريخ الحديث، العدد 80 (يونيو 2008) ، في الصفحات من358 إلى 378.